# Okręg wyborczy województwo włocławskie do Senatu Rzeczypospolitej Polskiej
Okręg wyborczy województwo włocławskie do Senatu Rzeczypospolitej Polskiej obejmował w latach 1989–2001 obszar województwa włocławskiego. Wybierano w nim 2 senatorów, przy czym w latach 1989–1991 obowiązywała zasada większości bezwzględnej, zaś w latach 1991–2001 większości względnej.
Powstał w 1989 wraz z przywróceniem instytucji Senatu. Zniesiony został w 2001, na jego obszarze utworzono nowy okręg nr 5.
Siedzibą okręgowej komisji wyborczej był Włocławek.

## Reprezentanci okręgu
| Rok  | Senator komitet wyborczy          | Senator komitet wyborczy                       | Senator komitet wyborczy          | Senator komitet wyborczy                          |
| ---- | --------------------------------- | ---------------------------------------------- | --------------------------------- | ------------------------------------------------- |
| 1989 |                                   | Bartłomiej Kołodziej                           |                                   | Franciszek Sobieski                               |
| 1991 |                                   | Jerzy Kopaczewski Sojusz Lewicy Demokratycznej |                                   | Ryszard Jarzembowski Sojusz Lewicy Demokratycznej |
| 1993 |                                   | Jerzy Kopaczewski Sojusz Lewicy Demokratycznej |                                   | Ryszard Jarzembowski Sojusz Lewicy Demokratycznej |
| 1997 |                                   | Jerzy Kopaczewski Sojusz Lewicy Demokratycznej |                                   | Ryszard Jarzembowski Sojusz Lewicy Demokratycznej |
| 2001 | okręg zniesiony, patrz okręg nr 5 | okręg zniesiony, patrz okręg nr 5              | okręg zniesiony, patrz okręg nr 5 | okręg zniesiony, patrz okręg nr 5                 |

## Wyniki wyborów
Symbolem „●” oznaczono senatorów ubiegających się o reelekcję.

### Wybory parlamentarne 1989
| Kandydat                                                          | Głosów | %     |
| ----------------------------------------------------------------- | ------ | ----- |
| Bartłomiej Kołodziej                                              | 95 203 | 61,39 |
| Franciszek Sobieski                                               | 84 897 | 54,74 |
| Dariusz Przywieczerski                                            | 35 811 | 23,09 |
| Krystian Łuczak                                                   | 22 828 | 14,72 |
| Alicja Aleksandrzak                                               | 11 911 | 7,68  |
| Kazimierz Lewandowski                                             | 7560   | 4,88  |
| Jerzy Pietraszewski                                               | 7305   | 4,71  |
| Lech Bramorski                                                    | 4707   | 3,04  |
| Roman Falgowski                                                   | 3136   | 2,02  |
| Andrzej Niewiadomski                                              | 2437   | 1,57  |
| Stanisław Ciechacki                                               | 2144   | 1,38  |
| Liczba głosów ważnych: 155 081 Źródło: Państwowa Komisja Wyborcza |        |       |

### Wybory parlamentarne 1991
| Kandydat                                              | Kandydat             | Komitet wyborczy                             | Głosów |
| ----------------------------------------------------- | -------------------- | -------------------------------------------- | ------ |
|                                                       | Jerzy Kopaczewski    | Sojusz Lewicy Demokratycznej                 | 24 354 |
|                                                       | Ryszard Jarzembowski | Sojusz Lewicy Demokratycznej                 | 21 008 |
|                                                       | Henryk Samsonowicz   | Unia Demokratyczna                           | 19 307 |
|                                                       | Stanisław Stasiak    | Polskie Stronnictwo Ludowe Sojusz Programowy | 18 872 |
|                                                       | Jan Ambrożewicz      | Polskie Stronnictwo Ludowe Sojusz Programowy | 15 551 |
|                                                       | Andrzej Pawlak       | Porozumienie Obywatelskie Centrum            | 14 991 |
|                                                       | Maciej Miciński      | Porozumienie Obywatelskie Centrum            | 14 426 |
|                                                       | Andrzej Świtkowski   | Unia Demokratyczna                           | 13 673 |
|                                                       | Lech Kraszewski      | Porozumienie Ludowe                          | 13 261 |
|                                                       | Zbigniew Żbikowski   | Kongres Liberalno-Demokratyczny              | 11 203 |
|                                                       | Czesław Sielicki     | Zdrowa Polska – Sojusz Ekologiczny           | 10 964 |
|                                                       | Janusz Krakowski     | Kongres Liberalno-Demokratyczny              | 8044   |
|                                                       | Waldemar Mordkowicz  | Ugrupowanie Społeczne „Działamy Dla Was”     | 6671   |
| Frekwencja: 35,48% Źródło: Państwowa Komisja Wyborcza |                      |                                              |        |

### Wybory parlamentarne 1993
| Kandydat                                              | Kandydat              | Komitet wyborczy                                     | Głosów |
| ----------------------------------------------------- | --------------------- | ---------------------------------------------------- | ------ |
|                                                       | Jerzy Kopaczewski●    | Sojusz Lewicy Demokratycznej                         | 47 557 |
|                                                       | Ryszard Jarzembowski● | Sojusz Lewicy Demokratycznej                         | 45 097 |
|                                                       | Zbigniew Lewandowski  | Polskie Stronnictwo Ludowe                           | 30 724 |
|                                                       | Wojciech Obernikowicz | Polskie Stronnictwo Ludowe                           | 25 742 |
|                                                       | Wiesław Turowski      | Unia Pracy                                           | 20 442 |
|                                                       | Bartłomiej Kołodziej  | „Zjednoczenie Polskie”                               | 16 564 |
|                                                       | Zofia Grudewicz       | Niezależny Samorządny Związek Zawodowy „Solidarność” | 14 542 |
|                                                       | Andrzej Napiórkowski  | Unia Demokratyczna                                   | 12 883 |
|                                                       | Władysław Skrzypek    | Bezpartyjny Blok Wspierania Reform                   | 12 403 |
|                                                       | Andrzej Łopatyński    | Konfederacja Polski Niepodległej                     | 11 493 |
|                                                       | Sławomir Kiciński     | Niezależny Samorządny Związek Zawodowy „Solidarność” | 11 261 |
|                                                       | Sylwester Śmigiel     | Kongres Liberalno-Demokratyczny                      | 10 956 |
|                                                       | Jerzy Kolanowski      | Włocławski KW „Kujawom i Polsce”                     | 10 515 |
|                                                       | Zygmunt Borkowski     | Zjednoczenie Chrześcijańsko-Narodowe                 | 8624   |
| Frekwencja: 50,58% Źródło: Państwowa Komisja Wyborcza |                       |                                                      |        |

### Wybory parlamentarne 1997
| Kandydat                                              | Kandydat              | Komitet wyborczy                    | Głosów |
| ----------------------------------------------------- | --------------------- | ----------------------------------- | ------ |
|                                                       | Ryszard Jarzembowski● | Sojusz Lewicy Demokratycznej        | 48 898 |
|                                                       | Jerzy Kopaczewski●    | Sojusz Lewicy Demokratycznej        | 42 987 |
|                                                       | Janusz Ostrowski      | Akcja Wyborcza Solidarność          | 41 789 |
|                                                       | Janusz Wiśniewski     | Ruch Odbudowy Polski                | 27 923 |
|                                                       | Krzysztof Jaworski    | Unia Wolności                       | 19 510 |
|                                                       | Wojciech Obernikowicz | Polskie Stronnictwo Ludowe          | 19 437 |
|                                                       | Marian Ochociński     | Unia Pracy                          | 14 010 |
|                                                       | Bogumił Witkowski     | KW Niezależny – Kandydat Niezależny | 8162   |
| Frekwencja: 40,39% Źródło: Państwowa Komisja Wyborcza |                       |                                     |        |